# Cleona Ní Chrualaoí
Cleona Ní Chrualaoí (* in Reading, Berkshire, Vereinigtes Königreich) ist eine irische Filmproduzentin.

## Leben
Cleona Ní Chrualaoí wurde in Reading in der englischen Grafschaft Berkshire geboren. Ihre Eltern stammen aus Irland. Sie wuchs ab ihrem vierten Lebensjahr im irischen County Meath auf. Nach ihrer Arbeit für den Dubliner Radiosender Newstalk nach der Jahrtausendwende wechselte sie zum Fernsehen, wo ihre fließenden Irischkenntnisse ihr einen Vorteil für Jobs beim muttersprachlichen Sender TG4 verschafften. Sie konzentrierte sich auf Dokumentarfilme und Dokudramen.
Im Jahr 2009 lernte sie bei ihrer Arbeit beim Fernsehen Colm Bairéad kennen. Im Jahr 2012 gründeten sie die Produktionsfirma Inscéal. Im Jahr 2018 stießen sie auf Claire Keegans Buch Foster, adaptierten es aus dem Englischen ins Irische und drehten den irischsprachigen Film An Cailín Ciúin (The Quiet Girl), der im Februar 2022 im Rahmen der Filmfestspiele in Berlin seine Premiere feierte, im Mai 2022 im Vereinigten Königreich in die Kinos kam und am gleichen Tag in Irland in das Programm von Curzon Home Cinema aufgenommen wurde. The Quiet Girl wurde von Irland als Beitrag für die Oscarverleihung 2023 in der Kategorie Bester Internationaler Film eingereicht.
Im Jahr 2022 wurde Ní Chrualaoí von Screen International zu den „Stars of Tomorrow“ gezählt.

## Filmografie
- 2010: Coiscéimeanna (Miniserie)
- 2012: Lorg na gCos: Súil Siar ar Mise Éire
- 2015: The Joy (Miniserie)
- 2022: The Quiet Girl (An Cailín Ciúin)

## Auszeichnungen
British Academy Film Award
- 2023: Nominierung als Bester fremdsprachiger Film (The Quiet Girl)